# Sân bay quốc tế Thành phố México
Sân bay quốc tế Thành phố México (tiếng Tây Ban Nha: Aeropuerto Internacional de la Ciudad de México hay AICM), cũng gọi là Sân bay quốc tế Benito Juárez (IATA: MEX, ICAO: MMMX) là một sân bay thương mại phục vụ Thành phố México, thủ đô México. Đây là sân bay quan trọng nhất, bận rộn nhất và lớn nhất México. Sân bay này được đặt tên theo tổng thống México thế kỷ 19 Benito Juárez vào năm 2006. Hiện sân bay này được kết nối với hơn 100 điểm trên thế giới. Năm 2007, đã có 25,9 triệu lượt khách thông qua đây . Với những nâng cấp hiện nay, sân bay này sẽ có thể phục vụ 32 triệu lượt khách mỗi năm.

## Hãng hàng không và tuyến bay

### Hành khách
Sân bay kết nối 51 nước và 50 điểm đến quốc tế tại Mỹ Latinh, Bắc Mỹ, châu Âu và châu Á. Các hãng hàng không nước ngoài nổi bật nhất hoạt động ở sân bay này là United Airlines, kết hợp với ExpressJet Airlines, American Airlines, Delta Air Lines và Avianca Holdings. Hãng hàng không khác với một sự hiện diện trên một quy mô nhỏ hơn bao gồm Copa Airlines, Iberia, Lufthansa, Air France và US Airways.
Trong năm 2014 về hành khách quốc tế MEX (11.502.272 lượt hành khách) là sân bay bận rthứ ba ở Mỹ Latin chỉ sau sân bay quốc tế São Paulo-Guarulhos (13.581.000 hành khách)  & Sân bay quốc tế Cancún (11.971.884 lượt khách)].
Aeroméxico / Aeroméxico Connect vận hành hầu hết các chuyến khởi hành từ sân bay tiếp theo Interjet, Volaris, và Aeromar. Aeroméxico cũng hoạt động với hầu hết các địa điểm tiếp theo Interjet. Vào mùa cao điểm, Iberia và Air France có nhiều chuyến bay xuyên Đại Tây Dương nhất (28 chuyến một tuần) với tuyến bay thẳng đến Madrid và Paris. Là một hãng hàng không nước ngoài, Lufthansa vận hành hầu hết các điểm đến tại châu Âu (2). Aeroméxico hoạt động 2 chuyến bay xuyên Thái Bình Dương tới các điểm đến ở Trung Quốc và Nhật Bản. Khi tàu sân bay Mỹ, United Airlines phục vụ hầu hết các điểm đến tại (7) Mỹ. Air Canada phục vụ hầu hết các điểm đến ở (2) Canada, trong khi Aeromexico phục vụ hầu hết các điểm đến miền Trung và Nam Mỹ (15).
Bảng này liệt kê các chuyến bay hành khách được phục vụ với một chuyến bay thẳng hoặc trực tiếp với sự thay đổi của máy bay chở hành khách có nguồn gốc ở Thành phố México theo lịch trình được công bố của các hãng hàng không, trừ khi có ghi chú khác.
| Hãng hàng không        | Các điểm đến | Terminal/ Concourse |
| ---------------------- | --- | ------------------- |
| Aeromar                | Acapulco, Ciudad Victoria, Colima, Durango, Ixtapa/Zihuatanejo, Lázaro Cárdenas, Manzanillo, Matamoros, Morelia, Piedras Negras, Poza Rica, Puerto Escondido, San Luis Potosí, Tepic, Veracruz, Xalapa Theo mùa: Huatulco | 2Note 1             |
| Aeromar                | McAllen | 2 Bắc               |
| Aeroméxico             | Bogotá, Boston (bắt đầu từ ngày ngày 1 tháng 6 năm 2015), Buenos Aires-Ezeiza, Cancún, Caracas, Chicago-O'Hare, Guadalajara, Havana, Las Vegas, Lima, London-Heathrow, Los Angeles, Madrid, Medellín-Córdova, Miami, Monterrey, Montréal-Trudeau, New York-JFK, Orlando, Panama City (bắt đầu từ ngày ngày 14 tháng 5 năm 2015), Paris-Charles de Gaulle, Quito, Rio de Janeiro–Galeão, San Francisco, San José de Costa Rica, Santiago de Chile, São Paulo-Guarulhos, Seoul-Incheon, Thượng Hải-Phố Đông, Tijuana, Tokyo-Narita, Toronto-Pearson (tiếp tục lại từ ngày ngày 4 tháng 5 năm 2015), Washington-Dulles Theo mùa: Denver, Fresno, Houston-Intercontinental, Sacramento | 2 Bắc               |
| Aeroméxico             | Acapulco, Cancún, Chihuahua, Ciudad del Carmen, Culiacán, Guadalajara, Hermosillo, Mazatlán, Mérida, Mexicali, Monterrey, Puerto Vallarta, San José del Cabo, Tijuana, Torreón/Gómez Palacio, Tuxtla Gutierrez, Villahermosa Theo mùa: Aguascalientes, Ciudad Juárez, Huatulco, León/El Bajío, Morelia, Oaxaca, Reynosa, Tapachula, Veracruz | 2 Nam               |
| Aeroméxico Connect     | Dallas/Fort Worth, Guatemala City, Houston-Intercontinental, Managua, Mérida, Miami, San Antonio, San Pedro Sula, San Salvador | 2 Bắc               |
| Aeroméxico Connect     | Acapulco, Aguascalientes, Campeche, Cancún, Chihuahua, Ciudad del Carmen, Ciudad Juárez, Ciudad Obregón, Culiacán, Durango, Guadalajara, Huatulco, Ixtapa/Zihuatanejo, La Paz, León/El Bajío, Los Mochis, Manzanillo, Matamoros, Mazatlán, Mérida, Mexicali, Minatitlán/Coatzacoalcos, Monterrey, Morelia, Nuevo Laredo, Oaxaca, Poza Rica, Puerto Vallarta, Reynosa, Saltillo, San José del Cabo, San Luis Potosí, Tampico, Tapachula, Tijuana, Torreón/Gómez Palacio, Tuxtla Gutiérrez, Veracruz, Villahermosa, Zacatecas | 2 Nam               |
| Air Canada             | Toronto-Pearson, Vancouver Theo mùa: Montréal-Trudeau (bắt đầu từ ngày ngày 5 tháng 6 năm 2015) | 1-F1                |
| Air France             | Paris-Charles de Gaulle | 1-F1                |
| Alaska Airlines        | Los Angeles | 1-F1                |
| American Airlines      | Chicago-O'Hare, Dallas/Fort Worth, Miami | 1-F3                |
| Avianca                | Bogotá | 1-F3                |
| Avianca El Salvador    | San Salvador | 1-F3                |
| Avianca Peru           | Lima | 1-F3                |
| British Airways        | London-Heathrow | 1-F3                |
| Copa Airlines          | Panama City | 2 Bắc               |
| Copa Airlines Colombia | Bogotá | 2 Bắc               |
| Cubana de Aviación     | Havana | 1-F3                |
| Delta Air Lines        | Atlanta, Detroit, New York-JFK, Salt Lake City | 2 Bắc               |
| Iberia                 | Madrid | 1-F3                |
| Interjet               | Acapulco, Aguascalientes, Campeche, Cancún, Chetumal, Chihuahua, Ciudad del Carmen, Ciudad Juárez, Ciudad Obregón, Cozumel, Culiacán, Guadalajara, Hermosillo, Huatulco, Ixtapa/Zihuatanejo, La Paz, León/El Bajío, Mazatlán, Mérida, Minatitlán/Coatzacoalcos, Monterrey, Oaxaca, Palenque, Puerto Escondido, Puerto Vallarta, Reynosa, San José del Cabo, San Luis Potosí, Tampico, Tijuana, Torreón/Gómez Palacio, Tuxtla Gutiérrez, Veracruz, Villahermosa, Zacatecas | 1-B                 |
| Interjet               | Bogotá, Guatemala City, Havana, Houston-Intercontinental (bắt đầu từ ngày ngày 12 tháng 5 năm 2015), Miami, New York-JFK, San Antonio, San José de Costa Rica | 1-F2                |
| KLM                    | Amsterdam | 1-F1                |
| LAN Airlines           | Santiago de Chile | 2 Bắc               |
| LAN Perú               | Lima | 2 Bắc               |
| Lufthansa              | Frankfurt, Munich | 1-F1                |
| MagniThuê chuyếns      | Cancún, Huatulco, Ixtapa/Zihuatanejo, Mérida, Puerto Vallarta, San José del Cabo | 1-D                 |
| Southwest Airlines     | Orange County, San Antonio | 1-F3                |
| TAM Airlines           | São Paulo-Guarulhos | 1-F2                |
| United Airlines        | Chicago-O'Hare, Denver]], Houston-Intercontinental, Los Angeles, Newark, San Francisco, Washington-Dulles | 1-F1                |
| United Express         | Houston-Intercontinental | 1-F1                |
| US Airways             | Charlotte, Phoenix | 1-F3                |
| VivaAerobus            | Cancún, Ciudad Juárez, Guadalajara, Mazatlán, Mérida (bắt đầu từ ngày ngày 13 tháng 4 năm 2015), Monterrey, Puerto Escondido, Puerto Vallarta, Reynosa, Torreón/Gómez Palacio Theo mùa: San José del Cabo | 1-D1                |
| Volaris                | Acapulco, Cancún, Chihuahua, Ciudad Juárez, Culiacán, Guadalajara, Hermosillo, Huatulco, La Paz, Mazatlán, Mérida, Mexicali, Monterrey, Oaxaca, Puerto Vallarta, San José del Cabo, Tapachula, Tijuana, Tuxtla Gutiérrez, Veracruz, Villahermosa Theo mùa: Los Mochis, Tampico | 1-D                 |
| Volaris                | Chicago-O'Hare, Denver, Fort Lauderdale, Las Vegas, Los Angeles, Orlando, San Diego Theo mùa: Oakland | 1-F1                |

Notes
- ^1  Aeromar has remote positions, just north of Terminal 2.

### Hàng hóa
| Hãng hàng không                       | Các điểm đến |
| ------------------------------------- | --- |
| ABX Air                               | Cincinnati/Northern Kentucky, Guadalajara, Los Angeles                                                                       |
| AeroUnion                             | Chicago-O'Hare, Guadalajara, León/El Bajío, Los Angeles, Monterrey                                                           |
| Air France Cargo                      | Atlanta, Guadalajara, Houston-Intercontinental, Paris-Charles de Gaulle, Porto, Zaragoza                                     |
| Amerijet International                | Miami |
| Atlas Air                             | Huntsville |
| Avianca Cargo                         | Bogotá |
| Cargolux                              | Dallas/Fort Worth, Houston-Intercontinental, Los Angeles, Luxembourg, New York-JFK                                           |
| Cargolux Italia vận hành bởi Cargolux | Milan-Malpensa |
| Cathay Pacific Cargo                  | Anchorage, Guadalajara, Hong Kong, Los Angeles                                                                               |
| Centurion Air Cargo                   | Theo mùa: Guadalajara, Los Angeles, Miami                                                                                    |
| DHL de Guatemala                      | Theo mùa: Guatemala City |
| Emirates SkyCargo                     | Copenhagen, Dubai-Al Maktoum]], Frankfurt]], Houston-Intercontinental, Los Angeles, Zaragoza                                 |
| Estafeta Air Cargo                    | San Luis Potosí, Villahermosa Theo mùa: Mérida                                                                               |
| IAG Cargo                             | Madrid |
| Lufthansa Cargo                       | Chicago O'Hare, Dallas/Fort Worth]], Frankfurt, Guadalajara, New York-JFK                                                    |
| MasAir                                | Bogotá, Campinas-Viracopos, Caracas, Guadalajara, Guatemala City, Los Angeles, Manaus, Mérida, Miami, San José de Costa Rica |
| Qatar Airways Cargo                   | Atlanta, Doha]], Houston-Intercontinental, Liège, Los Angeles (bắt đầu từ ngày ngày 4 tháng 4 năm 2015), Luxembourg          |
| UPS Airlines                          | Louisville |